# Pilar Guerra
Pilar Guerra è un film del 1926, diretto da José Buchs, basato sull'opera teatrale omonima di Guillermo Díaz Caneja del 1920.

## Trama
Tutti dicono a Pilar Guerra - giovane maestra elementare della cittadina di Aráceli, sulle coste spagnole del Mar Cantabrico -, che il suo fidanzato Luciano, scultore, figlio del locale alcalde, non avrebbe "intenzioni serie" con lei: così pensa Ramona, vecchia governante che, da quando Pilar è rimasta orfana, ha svolto per lei il ruolo di madre; così pensa il collega Felipe (che d'altra parte ha un debole per la ragazza); e Pilar stessa, a dire il vero, passa la maggior parte del suo tempo a piangere piuttosto che a gioire del proprio rapporto col fidanzato. Luciano, da parte sua è, sì, un po' volubile, ma non appare essere un mostro; è piuttosto suo padre, Javier, ad essere indisponente e scorbutico, e ad opporsi – in contrasto con la moglie, Elvira - ad un possibile futuro matrimonio del figlio con una persona ritenuta di rango sociale inferiore.
Javier, per allontanare i due fidanzati, non solo manda il figlio in un viaggio forzato lontano da casa, ma riesce anche – grazie ai propri allacciamenti con l'amministrazione pubblica – a far destinare Pilar ad una scuola di un'altra località. Ma, mentre Pilar vi si sta recando insieme a Ramona, quest'ultima cade gravemente malata, e le due donne sono costrette a fermarsi per diverso tempo a Madrid, dove Ramona viene ospedalizzata. Le magre sostanze di Pilar, in tale occasione, subiscono una dura prova, finché la giovane non trova lavoro come modella per Ángel Roberto, uno dei maggiori scultori del paese, nonché vecchio maestro di Luciano. Deve posare in abiti succinti, il che contrasta con la moralità della ragazza, che comunque, alla fine, per necessità, accetta. Ángel Roberto, nonostante Pilar abbia suppergiù l'eta di sua figlia, se ne innamora. Nulla di sconveniente accade fra i due, si instaura anzi un rapporto di reciproco rispetto, e lo scultore, uomo maturo e saggio, diviene una sorta di confidente per Pilar, che gli racconta la propria storia.
Luciano, di ritorno dal suo viaggio, fa sosta nella capitale. Qui Margot, una conoscenza comune (fra lui e Pilar) gli rende noto che la giovane si trova in città, e organizza un incontro, nella propria casa, fra Luciano la ragazza (tenuta all'oscuro), incontro che si protrae fino a sera.
"Quella notte Pilar piangeva il proprio disonore".
E la ragazza, "disonorata", giura vendetta. Il suo modo di vendicarsi è singolare: ella decide di continuare il rapporto con Luciano, che d'altra parte si dichiara pentito del proprio comportamento smodato (o violento) tenuto a casa di Margot quella sera. Pilar si fa mantenere dall'amante in un lussuoso appartamento, lo induce a spese folli e a viaggi costosi, al punto che le finanze di Luciano cominciano a risentirne. È esattamente questo il piano di Pilar per vendicarsi della violenza di Luciano e della strafottenza del padre di lui. L'unica via di uscita per Luciano, assillato dai debiti, sarebbe quella di vincere un concorso di scultura, recentemente indetto, a portata nazionale, dotato di un ingente premio in denaro. E Luciano appare essere il favorito fra i contendenti, dato che Ángel Roberto, che sicuramente avrebbe vinto, non intende parteciparvi. Pilar inoltre fa di tutto perché Luciano trascuri il lavoro di scultore, e in tal modo non riesca a presentare una propria opera al concorso.
Tutto cambia quando Elvira, la madre di Luciano, scrive un'accorata lettera alla giovane, nella quale le rinnova i propri sentimenti di solidarietà, prima di allora inascoltati, e la supplica di intervenire affinché il figlio non si perda del tutto minacciando la stessa sussistenza della famiglia dell'alcalde. Pilar allora innanzitutto parla a Ángel Roberto, che aveva deciso di prender parte al concorso, convincendolo a disdire la sua partecipazione, in modo che Luciano potesse avere una possibilità di vincerlo. Il vecchio maestro, per amore, accondiscende. E Luciano vince, restaurando le finanze famigliari.
Nei concitati avvenimenti finali Felipe chiede la mano della giovane, che accetta. Luciano viene rifiutato e cade malato.
Ma è evidente (a tutti, se non a Pilar) che il suo trasporto per il collega è dovuto a gratitudine per la sua lunga devozione di amico, e non ad amore. È Ángel Roberto stesso a dirlo a Felipe: "L'indifferenza attuale di lei verso Luciano non è che una nuova fase del suo amore per lui". Chiarita la situazione con Felipe, Pilar interviene al capezzale di Luciano, che inizia a riprendersi. Due mesi dopo i due si sposano.

## Produzione
Gli esterni sono stati girati a Bilbao, Donostia-San Sebastián, Bermeo, Burgos, Valladolid, León e Madrid.
La restaurazione della pellicola, basata sul negativo originale, è stata intrapresa dalla Filmoteca Española, nell'alveo del Consorzio per l'organizzazione di Madrid capitale Europea della cultura 1992. Il film risulta comunque mancante di alcune scene, il cui contenuto è stato riassunto, nella pellicola restaurata, con didascalie tratte dalla recensione del film pubblicata su La Novela Cine dopo l'uscita del film.

## Distribuzione
Pilar Guerra è uscito nelle sale cinematografiche spagnole il 20 dicembre 1926.
Il film è stato edito in DVD nel 2003, a cura di Divisa Home video, con didascalie spagnole e corredato di una colonna sonora di Javier Pérez de Azpeitia.
In tempi recenti, il film è stato mostrato nel 2011 al 5° International Silent Film Festival di Manila .
Il film omonimo del 1940, di Fèlix de Pomés i Soler, è basato sulla medesima opera teatrale.